# Lago Carilafquén
Lago Carilafquén är en sjö i Chile.   Den ligger i regionen Región de Los Ríos, i den södra delen av landet, 700 km söder om huvudstaden Santiago de Chile. Lago Carilafquén ligger 998 meter över havet.
I omgivningarna runt Lago Carilafquén växer i huvudsak blandskog. Runt Lago Carilafquén är det glesbefolkat, med 11 invånare per kvadratkilometer.